# Bicing
El Bicing és un servei de bicicletes públiques de la ciutat de Barcelona inaugurat a inicis del 2007. El primer any va arribar als 130.000 abonats i l'any següent va superar els 190.000 socis.
L'empresa municipal Barcelona de Serveis Municipals (B:SM) és la gestora del servei de bicicletes. Pel que fa a la concessió d'explotació, aquesta corregué a càrrec de ClearChannel entre 2007 i 2018, i des d'aleshores ho fa Pedalem Barcelona, Unió Temporal d'Empreses formada per CESPA (Ferrovial Servicios) i PBSC.
L'àrea d'implantació del Bicing cobreix tota la superfície contínua de Barcelona, malgrat que s'ha proposat en diverses ocasions expandir-lo a localitats veïnes com l'Hospitalet de Llobregat o Badalona.

## Història
El servei es va adjudicar el 2007 a l'empresa estatunidenca Clear Channel per un període de 10 anys i un cost de 22,3 milions d'euros, la qual, al seu torn, va subcontractar el servei a l'empresa Delfin Group.
El període d'inscripció al servei es va obrir el 16 de març del 2007 tot i que no va començar a funcionar oficialment fins al 22 de març, el desplegament va tenir les següents fases:
| Fase   | Fase    | Inici                               | Estacions | Bicicletes | Observacions                                                |
| ------ | ------- | ----------------------------------- | --------- | ---------- | ----------------------------------------------------------- |
| Fase 1 | Etapa 1 | 22 de març de 2007                  | 14        | 200        | Estacions al voltant del Parc de la Ciutadella              |
| Fase 1 | Etapa 2 | 1 de maig de 2007                   | 50        | 750        | Estacions a la part dreta de l'Eixample i Ciutat Vella      |
| Fase 1 | Etapa 3 | 1 de juliol de 2007                 | 94        | 1.500      |                                                             |
| Fase 2 | Fase 2  | Setembre del 2007-Desembre del 2007 | 196       | 3.000      |                                                             |
| Fase 3 | Fase 3  | Desembre del 2007-Primavera 2008    | 400       | 6.000      | El servei es va estendre a tots els districtes de la ciutat |

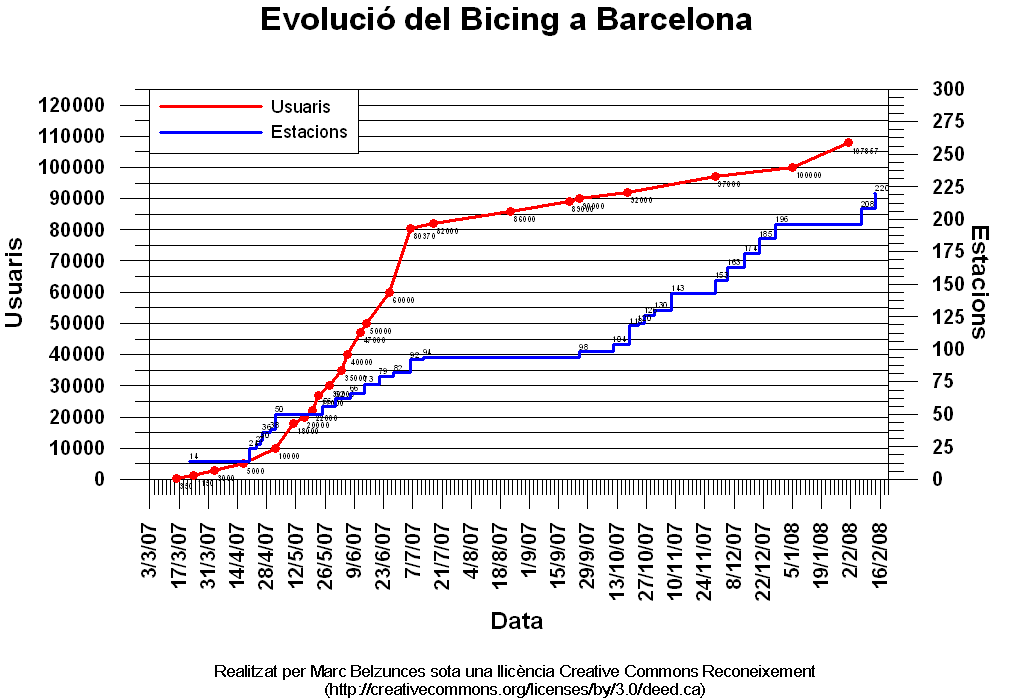
Evolució dels usuaris del Bicing durant els primers mesos de funcionament

Pel que fa als usuaris, l'Ajuntament de Barcelona en preveia 15.000 a final de l'any 2007, però aquesta xifra es va superar àmpliament. El primer mes es van donar d'alta 5.000 persones, el segon se superaven els 25.000 el tercer mes s'arribava als 50.000 usuaris i al final de la promoció de 6 eur/any es va arribar als 80.000 usuaris. Un cop acabada la promoció, l'alta d'usuaris es normalitza a uns 100 nous usuaris nous al dia.
El febrer del 2011 comptava amb més de 120.000 abonats, tot i que en alguns moments va arribar fins als 190.000. Durant el mes de març de 2012 es va anunciar que abans de final d'any el sistema incorporaria publicitat per ajudar a fer el projecte autosostenible. L'acord però, es va allargar fins que el març de 2014 Xavier Trias va anunciar que seria la companyia de telefonia mòbil Vodafone qui n'assumiria l'explotació comercial publicitària durant 3 anys, amb una aportació econòmica de 4 milions d'euros entre 2014 i 2017.
Amb el canvi d'operador, el 8 de gener de 2019 van començar-se a retirar les antigues estacions, que donaven servei a 105.747 abonats, ampliant amb 95 estacions el servei a Horta; Gràcia, i Sant Martí, amb un total de 524 estacions i 7000 bicicletes, incloent-hi 1000 bicicletes elèctriques amb 8km d'autonomia i recarregables completament en 40 minuts.

## Preu
El servei funciona amb un abonament anual, encara que inicialment estava planificat que també hi hagués abonaments setmanals. Per abonar-se al Bicing és necessari el DNI o NIE, qualsevol persona que disposi d'un d'aquests dos documents, sigui quina sigui la seva nacionalitat o lloc de residència dins l'àmbit estatal, pot accedir-hi.. L'abonament setmanal i l'accés universal no s'han arribat a aplicar per les queixes del sector de les empreses de lloguer de bicicletes, agrupades sota la marca Bicitours.
Actualment el preu de l'abonament anual 50 o de 35 euros, en funció de la modalitat escollida. Durant els dos primers anys el preu era de 24 euros exceptuant els quatre primers mesos (16 de març - 6 de juliol de 2007) de la primera fase del desplegament, que valia 6 euros gràcies a la promoció que es va aplicar.
|                      | mar-jul 2007 | jul-des 2007 | 2008  | 2009  | 2010  | 2011  | 2012  | set 2012¹ | 2013  | 2014  | 2020 Tarifa plana | 2020 Tarifa plana |
| -------------------- | ------------ | ------------ | ----- | ----- | ----- | ----- | ----- | --------- | ----- | ----- | ----------------- | ----------------- |
| Abonament            | 6,00         | 24,00        | 24,00 | 24,00 | 30,51 | 35,00 | 44,00 | 44,11     | 46,46 | 47,16 | 50                | 50                |
| Primers 30 minuts    |              |              |       |       |       |       |       |           |       |       | Mecànica 0        | Elèctrica 0,35    |
| Recàrrec > 30 minuts | 0,30         | 0,30         | 0,30  | 0,30  | 0,51  | 0,60  | 0,70  | 0,71      | 0,73  | 0,74  | 0,70              | 0,90              |
| Recàrrec > 2 hores   | 3,00         | 3,00         | 3,00  | 3,00  | 3,06  | 3,60  | 4,20  | 4,30      | 4,43  | 4,49  | 5                 | 5                 |
| Duplicat targeta     |              |              |       |       | 4,07  | 4,12  | 4,25  | 4,35      | 4,46  | 4,54  | 4,54              | 4,54              |

## Funcionament

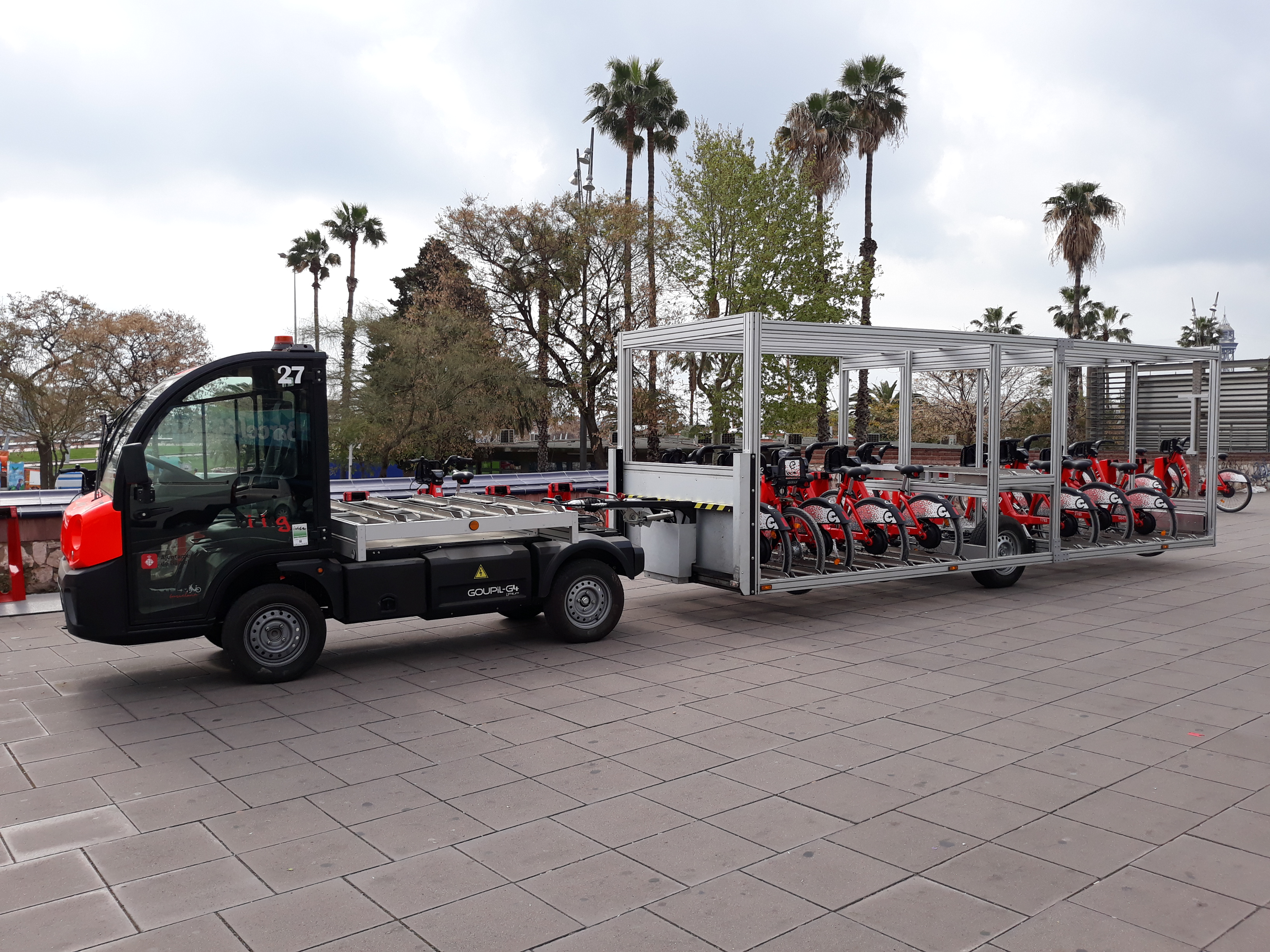
Furgoneta elèctrica de redistribució i manteniment de les bicicletes del Bicing

Per poder utilitzar el servei cal donar-se d'alta a través del web de l'aplicació de mòbil smou o del web d'aquesta i és necessari associar una targeta de crèdit al registre, juntament amb el document d'identitat. Aquest servei està prohibit als menors de 16 anys. Els joves entre 16 i 18 anys necessiten una autorització signada pel seu pare/mare o tutor legal que hauran d'entregar a l'oficina Bicing.
Les bicicletes es poden trobar arreu de les estacions de la ciutat, situades a punts propers d'estacions de metro, tren, Ferrocarrils de la Generalitat de Catalunya i aparcaments públics. La distància entre les estacions és d'uns 400 metres.
Per agafar una bicicleta cal escanejar el codi QR amb l'aplicació smou -que també permet la reserva prèvia d'una bicicleta mecànica amb una antelació de 5 minuts- o bé passar la targeta del Bicing pel lector de l'ancoratge. Es disposa de tres minuts per comprovar el seu correcte estat (frens, rodes o ajustar el seient, entre d'altres.) De detectar-ne alguna avaria, es pot retornar la bicicleta dins d'aquests tres minuts i el sistema permetrà agafar-ne una altra entre les disponibles. Les estacions disposen d'un lector de targetes, una pantalla que mostra informació de diferent tipus referent al servei, i un mapa adhesiu de les estacions més properes.
En el moment de retornar una bicicleta, cal fixar-la a l'ancoratge i esperar que s'encengui el led verd. Acte seguit cal revisar que la bici hagi quedat ben retornada a través de l'app smou o del tòtem de l'estació.
si una estació està plena i l'usuari no pot deixar la bicicleta, es pot apropar la targeta al terminal de l'estació i la pantalla indicarà quina és l'estació més propera amb llocs lliures, proporcionant 10 minuts extres sense recàrrec.
Des del 15 de juliol de 2007, a més, quan es deixa una bici a una estació, l'usuari no en pot agafar una altra fins passats 10 minuts des de l'últim ús. No obstant això, si una mateixa bicicleta s'agafa i es retorna a la mateixa estació en menys dels 3 minuts que s'ofereixen per revisar la bici, el sistema interpreta que aquesta no està en condicions de ser utilitzada i la deixa bloquejada a l'estació fins que el servei de manteniment la revisi, sense que a l'usuari se li apliqui la penalització dels 10 minuts.

## La bicicleta
Nou model (2019 - Actualitat)

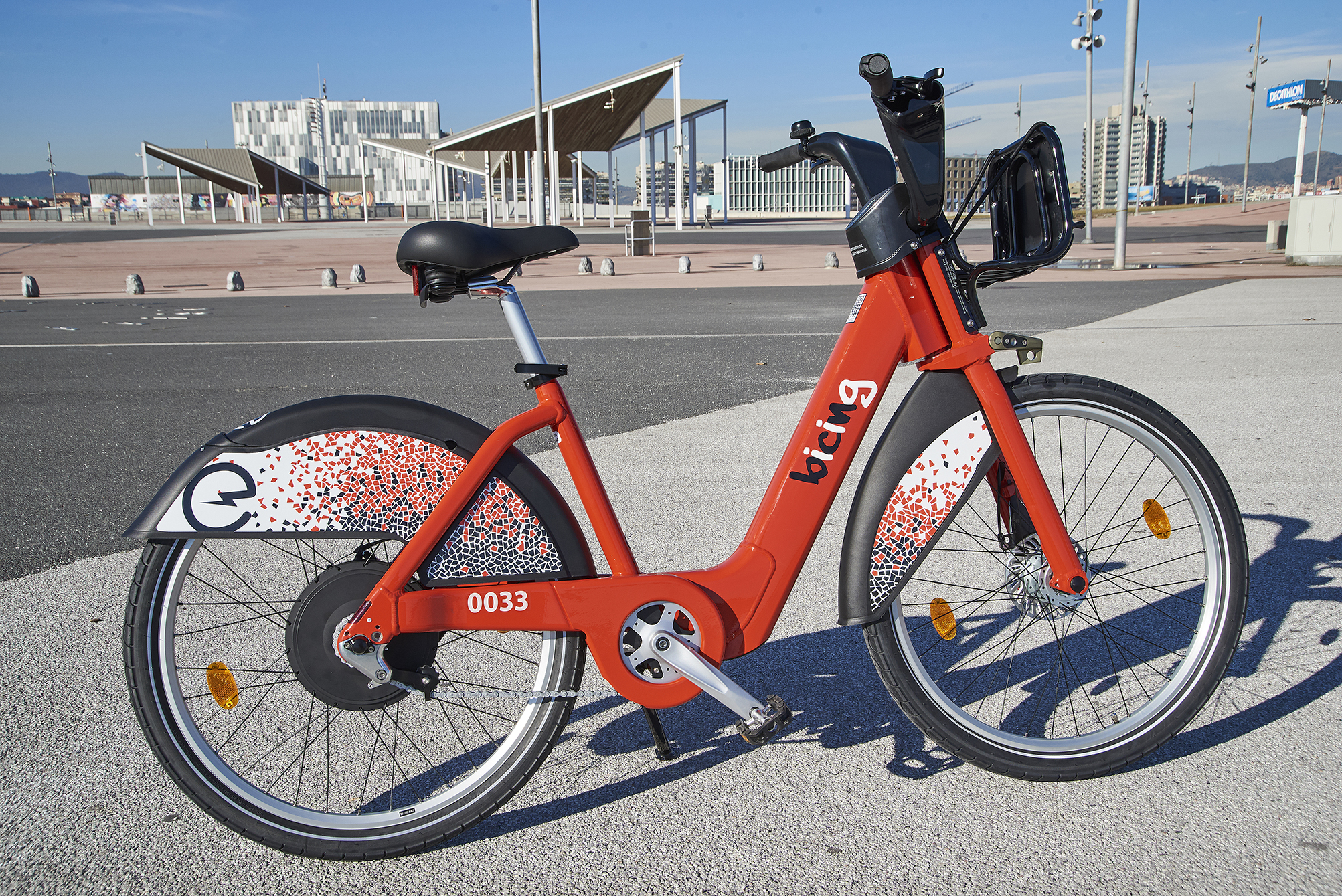
Bicicleta elèctrica del nou model de Bicing

El nou model prové del fabricant canadenc PBSC, que forma part de l'UTE Pedalem Barcelona, actual gestora de l'explotació del servei.
Les noves bicicletes tenen un disseny més robust i estable i és similar al d'altres serveis de bici compartida com el de Londres, Nova York o Montreal.
Les bicicletes estan numerades i tenen un disseny característic per evitar robatoris. Son de color blanc i vermell, tenen tres marxes i llums davanteres i al darrere que s'encenen de forma automàtica gràcies a un sensor foto elèctric. Al manillar hi ha una estructura metàl·lica que permet l'usuari de portar un petit equipatge amb l'ajuda d'una goma elàstica.
Model antic (2007 - 2018)

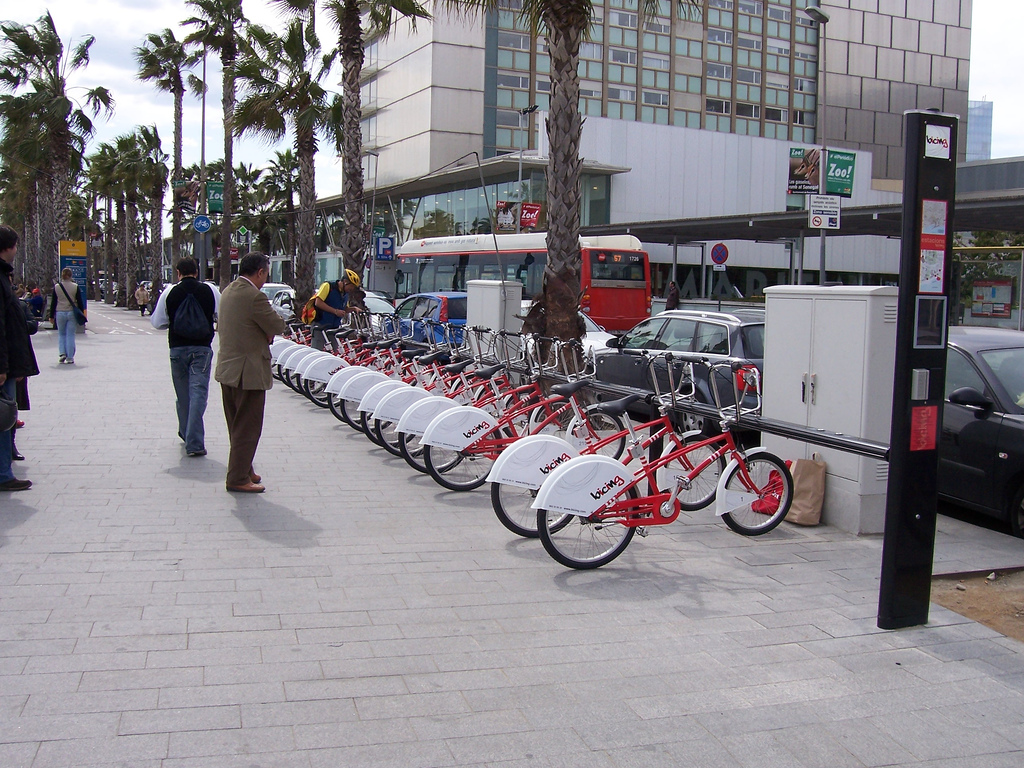
Parada de l'antic model de Bicing davant l'Hospital del Mar

La bicicleta té un disseny diferenciat del de les bicicletes comercials, per tal d'impedir el seu robatori i posterior venda en el mercat negre. Tanmateix, cal dir que el disseny és compartit amb alguns dels serveis de compartició de bicicleta que gestiona l'empresa Clear Channel (la de Barcelona és ben igual que la del mateix servei a Estocolm, encara que allà són pintades de color blau). La bicicleta també està dissenyada per a la màxima durabilitat, tenint en compte que està les 24 hores a la intempèrie.

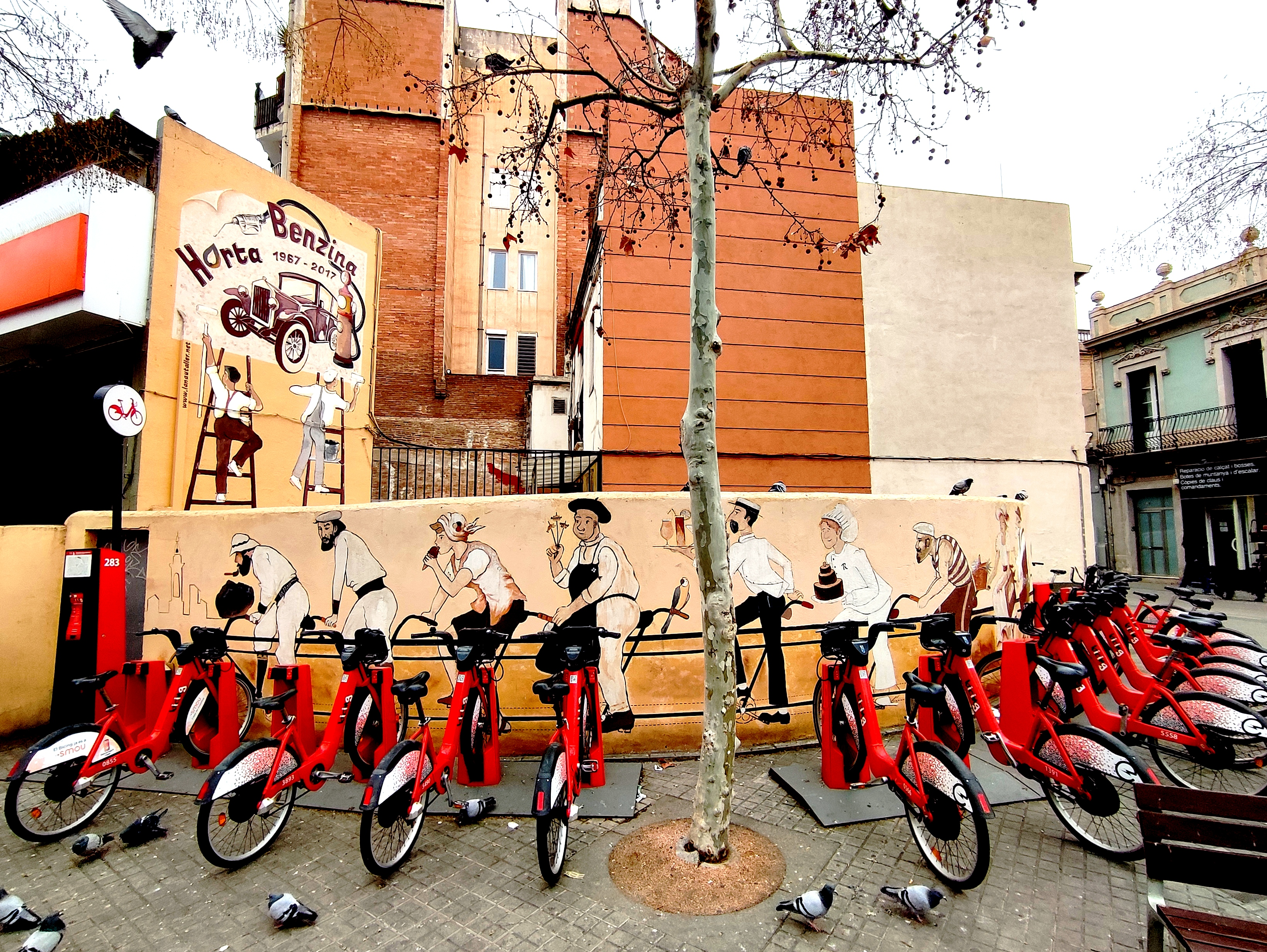
Parada de Bicing a Horta

La bicicleta és de color vermell, amb parafangs de color blanc. El quadre és de ferro i alumini, amb un pes de 16,8 kg. Les dues rodes porten pneumàtics gruixuts, la de davant és de 20 polzades i la de darrere és més gran, de 26. La bicicleta disposa d'un llum vermell al darrere i d'un llum blanc al davant, tots dos fixos. L'energia per al seu funcionament prové d'una dinamo que es carrega quan la bici es posa en moviment. La bicicleta també disposa d'un canvi intern Shimano Nexus de tres marxes, amb fre intern incorporat. La maneta del canvi és de tipus Grift Shift. El fre de davant és un fre estàndard de tipus V-Brake. El manillar té una forma especial amb porta bosses inclòs, i porta el timbre (que és obligatori segons el Reglament de Trànsit). També disposa d'un peu plegable per mantenir-la dreta. Cada bicicleta té un número i és identificada pel sistema informàtic cada cop que s'ancora a una estació. D'aquesta manera es controla el temps del trajecte, així com el seu manteniment.